# JCSAT-10
O JCSAT-10 (também conhecido por JCSAT-3A)  é um satélite de comunicação geoestacionário japonês construído pela Lockheed Martin, ele está localizado na posição orbital de 128 graus de longitude leste e é operado pela SKY Perfect JSAT Corporation. O satélite foi baseado na plataforma A2100AXS e sua vida útil estimada é de 15 anos.

## História
A JSAT Corporation do Japão assinou um contrato com a Lockheed Martin para construir seu próximo satélite geoestacionário de telecomunicações, designado de JCSAT-10, que passou a prestar serviços de comunicações em todo o Japão e Ásia após o seu lançamento em 2006. Os termos financeiros não foram revelados. O JCSAT-10 é um satélite híbrido, equipado com transponders de banda Ku de alta potência e transponders de banda C de média potência e está localizado a 128 graus de longitude leste. A sonda foi baseada no premiado A2100AXS plataforma de satélite fabricado pela Lockheed Martin Commercial Space Systems (LMCSS). Depois de se tornar operacional, o satélite passou a ser referido pela designação JCSAT-3A.

## Lançamento
O satélite foi lançado ao espaço com sucesso no dia 11 de agosto de 2006, por meio de um veículo Ariane-5ECA, às 22:14 UTC, lançado a partir do Centro Espacial de Kourou, na Guiana Francesa, juntamente com o satélite Syracuse 3B. Ele tinha uma massa de lançamento de 4.048 kg.

## Capacidade e cobertura
O JCSAT-10 é equipado com 30 transponders em Banda Ku de alta potência e 12 em banda C de média potência para prestação de serviços de rádio e televisão direct-to-home ao Japão, região da Ásia-Pacífico e Havaí.